# Светло сиво / Птицата Урубу и девица
„Светло сиво / Птицата Урубу и девица“ (на македонска литературна норма: „Светло сиво / Птицата Урубу и девица“) е филм от Република Македония от 1993 година, драма на режисьора Александър Поповски по сценарий на Буяр Муча.
Главните роли се изпълняват от Нино Леви, Предраг Павловски.